# Улица Суур-Патарей
У́лица Су́ур-Па́тарей (эст. Suur-Patarei tänav — Большая Батарейная улица) — улица в Таллине, столице Эстонии. 

## География
Пролегает в микрорайоне Каламая городского района Пыхья-Таллинн. Начинается от бульвара Пыхья, идёт на северо-восток, пересекается с улицами Яху и Вяйке-Патарей, заканчивается у улицы Вана-Каламая. Находится в быстроразвивающемся районе недалеко от Старого города, Горхолла и Лётной гавани, где новая градостроительная застройка основывается на местных архитектурно-исторических особенностях и направлена на создание гармоничной жилой среды. Рядом с улицей расположена Батарейная тюрьма.
Протяжённость — 672 м.

## История
В конце XIX века — начале XX века улица называлась Большая Батарейная улица (эст. Suur-Battarei tänav, нем. Westbatterie Straße, также нем.  Westbatterie Straße; Batterie Straße; Westbatterie Straße)·
Общественный транспорт по улице не курсирует.

## Застройка
До начала 2000-х годов застройка улицы состояла в основном из жилых строений конца XIX века — первой половины XX века. Затем начался снос ветхих домов, реновация старых зданий и возведение современных малоэтажных офисно-жилых домов.
В начале улицы, на левой её стороне, вместо деревянных домов в 2000-х годах были построены квартирные дома № 1, 3, 5 и 7, которые стали частью т. н. квартала «Илмарине». Возведённый в 1929 году пятиэтажный дом № 9 был реновирован в соответствии со стилистикой соседних зданий.
В 1999 году был построен трёхэтажный квартирный дом  № 16, в 2011 году — шестиэтажный квартирный дом № 2; в 2012 году реновирован возведённый в 1946 году трёхэтажный жилой дом № 21В. В 2016 году построен пятиэтажный офисно-жилой дом с подземной парковкой по адресу Vana-Kalamaja 48 / Suur-Patarei 27, в 2020 году — пятиэтажный квартирный дом № 6. На грунте по адресу Suur-Patarei tn 20 в 2020 году возведены три пятиэтажных таунхауса класса «люкс» и реконструирован исторический квартирный дом.

## Памятник архитектуры
- Suur-Patarei tn 18 — примечательный образец жилого дома-склада в историческом пригороде Ревеля.

Проект двухэтажного деревянного строения был заказан в 1881 году Н. Малаховым. Малаховы в то время были известными ревельскими промышленниками; принадлежавшее их семье рыбное производство в Каламая существовало уже с 1790 года. Проект здания и планировку грунта, а также строительный надзор осуществлял архитектор Aлексей Федотов.

Улица Суур-Патарей
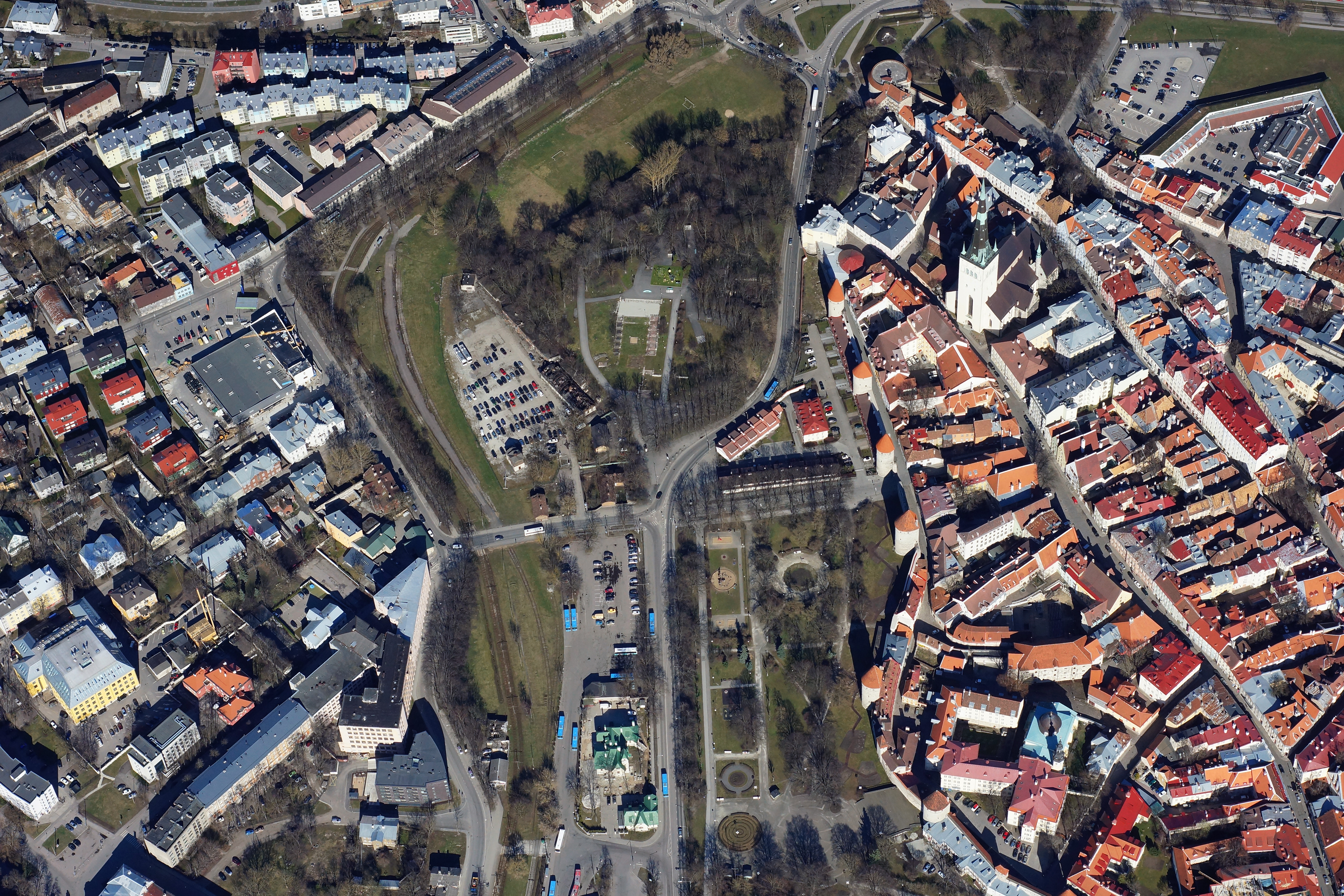
Вид с воздуха от окраины Старого города и начало улицы Суур-Патарей (вверху слева)
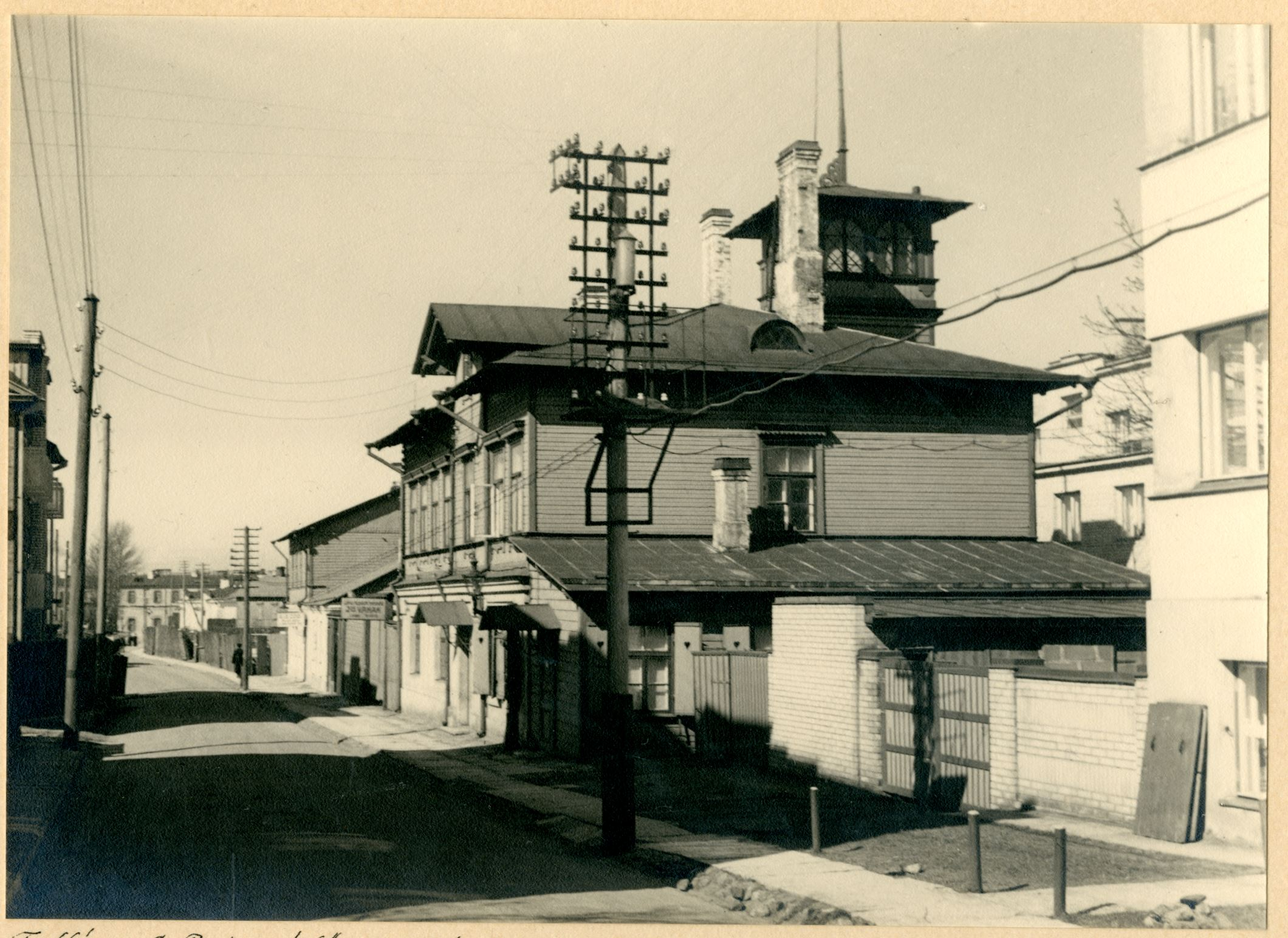
Дом 18, фото 1938 года
Угол улиц Суур-Патарей и Вяйке-Патарей, 2010 год
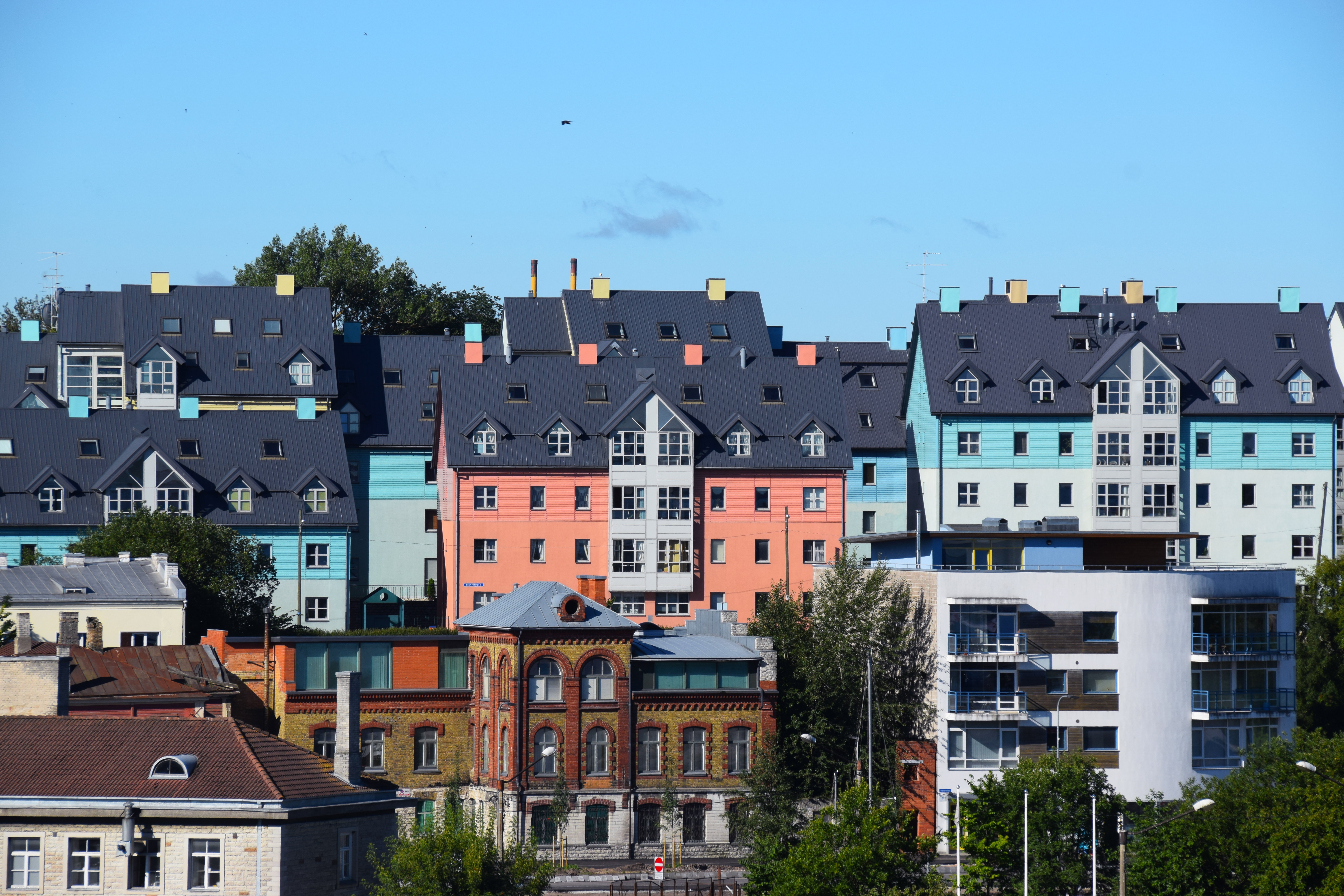
Вид с моря на дома по улице Каларанна и Суур-Патарей, 2015 год
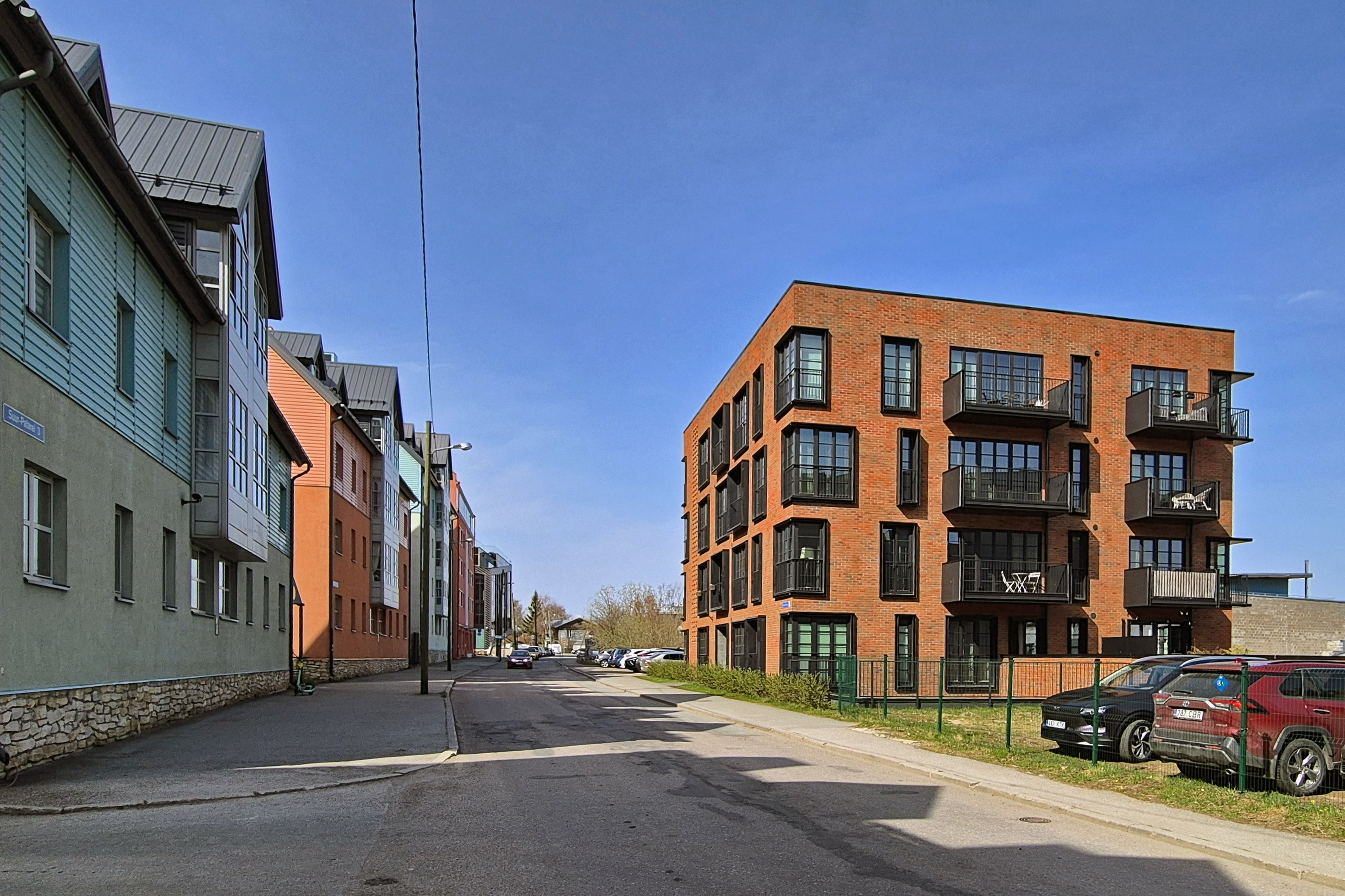
Улица в апреле 2025 года; слева дом 3, справа дом 6